# Upernavik
Upernavik ("Lloc primaveral" en groenlandès) és una petita localitat de la municipalitat de Qaasuitsup de Groenlàndia. Es troba a 800 km al nord del cercle polar àrtic i està situada en una de les petites illes de l'arxipèlag que hi ha al costat de la costa de la península Sigguup Nunaa, al nord-est de Groenlàndia. Té 1.144 habitants.
És l'última para dels transbordadors al nord de Groenlàndia. Les activitats principals són la caça de foques i ossos polars, i la indústria pesquera. A Upernavik s'hi troba el museu més antic de Groenlàndia, el Museu de la Ciutat Vella, que recull les signatures de famosos exploradors de l'Àrtic. Actualment s'està treballant per incorporar un centre històric en el museu. La localitat està vinculada a Ilulissat per tres helicòpters setmanals, a més dels transbordadors, que arriben a port cada dia d'agost.
Upernavik fou capital de la municipalitat d'Upernavik des del 18 de novembre del 1950. L'1 de gener del 2009, però, després de la reforma que canviaria el sistema de divisions administratives de Groenlàndia, la ciutat d'Upernavik, junt amb altres 7 municipis, formen la municipalitat de Qaasuitsup.

## Història
L'any 1824, la pedra rúnica Kingigtorssuaq fou trobada en els voltants d'Upernakiv. Conté caràcters rúnics deixats pels vikings, segurament de finals del segle xiii. Els caràcters rúnic llisten els noms de tres vikings, i mencionen la construcció d'un monument de pedres. Aquests són els artefactes vikings que s'han trobat més al nord, a part dels petits artefactes que pogueren ser portats pels comerciants inuits, i estableix així el límit septentrional de l'exploració dels vikings.